# Freedom (canção de Nicki Minaj)
"Freedom" é uma canção da rapper trinidiana Nicki Minaj lançada como terceiro single do relançamento do seu segundo álbum, Pink Friday: Roman Reloaded – The Re-Up. A canção foi escrita por Minaj, enquanto a produção foi feita por Boi-1da. A composição musical da canção compreende os gêneros pop, R&B, ambiente e hip hop alternativo. A faixa trata sobre sua vida, ser o centro das atenções e fama. 
Foi estreada na estação de rádio Tim Westwood BBC Radio 1Xtra no Reino Unido em 3 de novembro de 2012, sendo disponibilizada para download digital no mesmo dia. "Freedom" recebeu críticas positivas de profissionais da música, junto com comentários negativos. Eles elogiaram seu conteúdo lírico, com muitos notando o reflexo de sua carreira. Também encomiaram sua entrega vocal e produção, com comparações aos seus sucessos anteriores. Um vídeo da música foi filmado em 1 de novembro de 2012 em Dungeness, Inglaterra, e foi lançado em seu canal VEVO no Youtube em 20 de novembro.

## Antecedentes e composição
Em 29 de setembro de 2012, Minaj twittou que ela tinha terminado de escrever a música favorita dos seus fãs para o Re-Up. No dia seguinte, uma fã perguntou "qual é as iniciais", e ela simplesmente respondeu, "F", que é a canção "Freedom".
Musicalmente, a canção é uma canção hip hop alternativo, ambiente de ritmo lento, com influência de música pop. Vibe afirmou que a música é "sônica" e "euforia". Muitos críticos compararam-a suas obras anteriores do "Right Thru Me", "Your Love" e "Save Me", que estavam no álbum Pink Friday (2010).

## Vídeo musical

### Produção e desenvolvimento
O vídeo de "Freedom" foi gravado entre 1 a 2 de novembro de 2012. Descrito por Minaj como "significativo", foi dirigido por Colin Tilley. Filmado em Dungeness, Inglaterra no modo preto-e-branco. Minaj, quatro dias antes da gravação do clipe, estava em Londres encerrando a turnê Pink Friday: Reloaded Tour e chamou Tilley para concretizar o vídeo. Ele voou para a Inglaterra e idealizou o vídeoclipe como "preto e branco, locações externas impressionantes, fotografia icônica, e simbólico", tendo a aceitação da rapper. A equipe foi para a costa britânica cinematografar e enfrentaram clima chuvoso, dividindo-as em dois dias. Um vídeo dos bastidores foi divulgado em 13 de novembro de 2012 e o vídeo lírico no dia 15 do mesmo mês. Estreou em 19 de novembro de 2012 no programa 106 & Park e logo depois foi disponibilizado no canal oficial de Minaj no Youtube.

### Enredo
O vídeo foi filmado em preto-e-branco, que começa com uma escadaria situado num cenário nevoeiro que conduz ao céu. Então ângulos de paisagens diferentes são mostradas como uma área deserta com um barco próximo a estrada de ferro semelhante a Arca de Noé, e a Vera Cruz com uma chave pendurada sobre ela. Minaj é mostrada desaparecendo em nuvens, mas antes ela faz o rap do seu primeiro verso usando um vestido preto fluido e uma coroa de espinhos. Minaj muda várias vezes o figurino no vídeo. Ela é então vista vestida como uma rainha, em uma varanda com um lustre de espiral atrás dela. Várias imagens da natureza são mostradas como ondas, pássaros, e grama. Minaj é então vista cantando o refrão com uma peruca loira, em um espaço amplo, com muita névoa. Minaj canta seu segundo verso sentada em um trono usando uma peruca preta semelhante à que usou em um vídeo anterior, I Am Your Leader. O vídeo continua mostrando imagens aleatórias da natureza e de Minaj, saindo do modo preto-e-branco e ficando colorido em seguida. No final, Minaj é visto como se tivesse perdida, andando no deserto, imagens dela cantando continuam durante todo o vídeo. Ele termina com a escada, vista no início do vídeo. O clipe da música é inspirado na capa do álbum Pink Friday: Roman Reloaded - The Re-Up.

## Desempenho nas tabelas musicais
| Tabela musical (2012)                            | Melhor posição |
| ------------------------------------------------ | -------------- |
| Estados Unidos - Billboard Hot R&B/Hip-Hop Songs | 31             |
| Estados Unidos - Rap Songs                       | 23             |
| Reino Unido - Official Charts Company R&B        | 17             |